# 국가수리과학연구소
국가수리과학연구소(國家數理科學硏究所, National Institute for Mathematical Sciences, NIMS)는 수리과학 분야를 연구하는 대한민국의 정부출연연구소로 기초과학연구원의 부설 연구소이다.

## 설립 목적
- 전문적인 수학연구를 통해 수학분야의 국가 경쟁력을 확보하고 전문인력을 양성하며, 수학을 기반으로 과학기술 및 산업과의 연계 강화

## 연혁

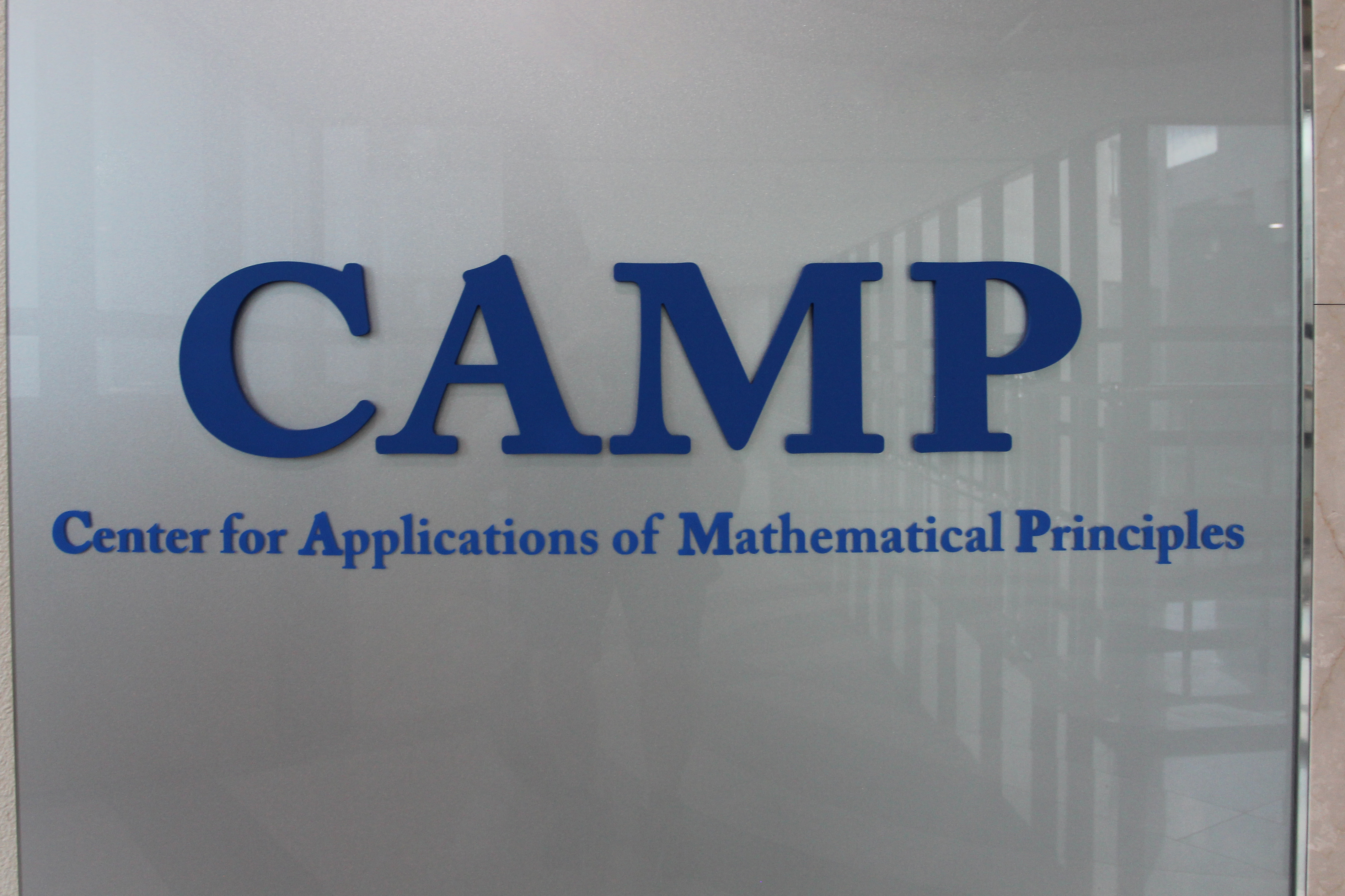
수학원리응용센터

- 2005년 10월 1일 : 수학분야 정부출연 연구기관 한국기초과학지원연구원 부설 국가수리과학연구소 설립
- 2005년 10월 : 초대 소장 조용승 박사
- 2008년 10월 : 제 2대 소장 김정한 박사 취임
- 2010년 8월:  KT대덕제2연구센터로 청사 이전
- 2012년 8월 : 교육과학기술부 직할기관 기초과학연구원 부설연구소로 이관
- 2012년 9월 : 제 3대 소장 김동수 박사 취임
- 2013년 11월 : 수학원리응용센터(Center for Applications of Mathematical Principles, CAMP) 출범
- 2014년 10월 : '산업과 수학' 국제 워크숍 개최
- 2015년 9월 18일 : 제 4대 소장 박형주 박사 취임
- 2016년 3월 24일 : 산업수학혁신센터 개소(판교 스타트업캠퍼스 내)
- 2018년 1월 30일 : 제 5대 소장 정순영 박사 취임
- 2019년 2월 15일 : 산업수학혁신센터 이전(광교 경기도 경제진흥원 R&DB센터 내)
- 2019년 2월 21일 : 국가수리과학연구소 의료수학센터 개소(대전 본원)
- 2020년 4월 1일 : 국가수리과학연구소 부산의료수학센터 개소(부산대학교병원 융합의학연구동 5층 ICT 융합센터 내 )

## 주요 임무
- 수리과학 관련 연구

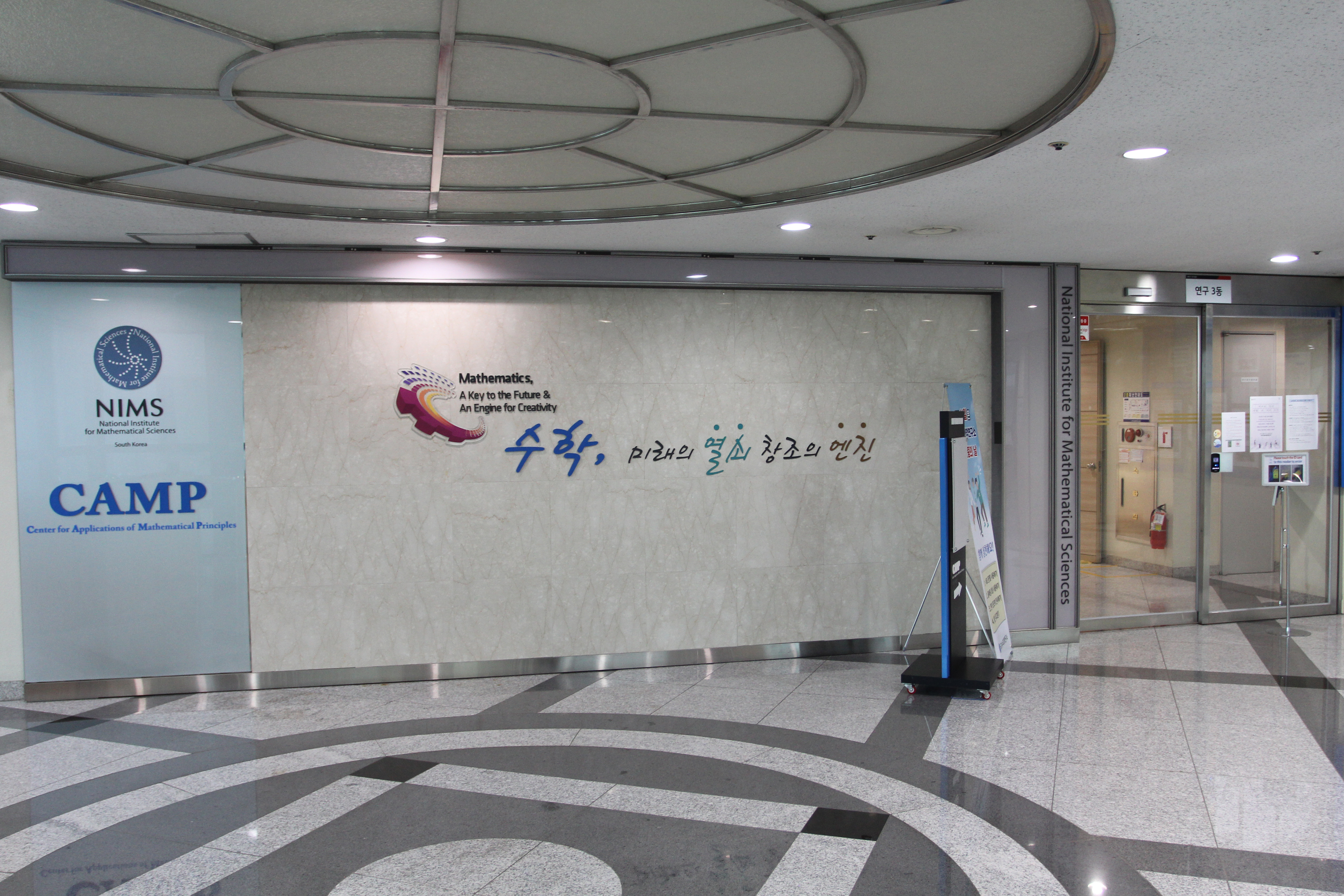
국가수리과학연구소 전문

- 수리과학 관련 학술 및 연구정보의 수집 제공
- 수리과학 관련 인력양성 및 대내외 협력
- 수리과학 대중화 및 기타 필요한 사업운영
- 수학을 기반으로 과학기술 및 산업과의 연계 강화

## 주요 연구팀
- 공공문제연구팀
- 암호기술연구팀
- 산업수학혁신팀(광교 산업수학혁신센터)
- 수학원리응용팀(수학원리응용센터)
- 의료영상연구팀
- 의료데이터분석연구팀
- 수리모델링팀
- 감염병연구팀
- 의료수학전략연구팀
- 부산의료수학팀(부산의료수학센터)

## 역대 원장
- 2005: 조용승
- 2008: 김정한
- 2012: 김동수
- 2015: 박형주
- 2018: 정순영
- 2021: 김현민
- 2025: 최윤성

## 같이 보기
- 고등과학원